# المسجد الجامع في تورونتو
المسجد الجامع في تورونتو (بالإنجليزية: Jami Mosque) هو مسجد في تورونتو في أونتاريو في كندا.
يقع شرق حديقة هاي بارك، وهو أقدم مركز إسلامي للملسمين في المدينة، ويلقب بأم المساجد في تورونتو.
بنى المبنى عام 1910 ككنيسة بريسبتيرية، وتم شراؤه عام 1969 من قبل الجالية الجالية الإسلامية  بمساعدة مالية من الملك فيصل بن عبدالعزيز ال سعود وحول إلى مسجد ومركز للصلاة. 